# 러시아 배상금 중재 사건
러시아 배상금 중재 사건(1912, PCA)은 국제법의 중요 판례이다.

## 사실관계
1877-1878 러시아와 오스만 제국 사이의 러시아-튀르크 전쟁의 결과 패배한 오스만 제국은 러시아에게 배상금 600만 프랑을 지급할 의무를 부담하였다. 오스만 제국은 1902년까지 겨우 배상금 완납하였는데 러시아는 돌연 과거 20년간의 지연이자로 오스만 제국의 법정이율에 의하여 산출한 약 2,000만 프랑의 지급을 요구하였다. 오스만 제국 정부가 그 지급을 거절하자 러시아는 전쟁에 호소하겠다고 위협하였고 양측은 이 분쟁을 협정에 따라 PCA에 부탁하게 되었다.

## 판시사항
PCA는 러시아, 오스만 제국간의 외교문서를 보면 러시아정부는 1902년까지의 지연이자에 관하여 언급한 바가 없었고, 오스만 제국으로부터 지급을 받을 때에 잔액에 대한 이자청구권을 유보한다는 것을 명확히 하지 않았고, 수취한 배상금을 이자로 충당하지도 않았으므로 각국 사법의 일반원칙에 따라 러시아 정부는 지연이자청구의 권리를 상실하였으며, 따라서 배상금의 변제를 다 받은 후에는 연체이자를 새로이 청구할 수 없다고 결정하였다.